# Abdelrahman Al-Masatfa
Abdelrahman Al-Masatfa (arabiska: عبد الرحمن المصاطفة), född 26 maj 1996, är en jordansk karateutövare.
Al-Masatfa vann en bronsmedalj i 67 kg klassen i kumite vid de olympiska sommarspelen i Tokyo år 2021 efter att ha kvalificerat sig i en uttagningstävling i Paris.